# 长棘花鮨
长棘花鮨（学名：Anthias squamipinnis）为鮨科花鮨属的鱼类，俗名金花鮨。分布于红海、非洲东岸、印度尼西亚、日本、澳洲以及中国南海、台湾恒春、东海等海域，一般生活于岩礁海域。该物种的模式产地在莫桑比克。

## 扩展阅读
維基物種上的相關：长棘花鮨
长棘花鮨     A.squamipinnis（Peters）;Orangeseaperch,Seagoldie
体长椭圆形，侧扁。背鳍第3鳍棘丝状延长。背鳍鳍棘部具鳞。辅助鳞发达。雄性紫红色，各鳞片具黄色小点。眼下缘至胸鳍基部有黄色条带。胸鳍上方有长椭圆形紫红色斑。雌鱼桃红色，各鳞亦有黄色小点。系热带岩礁海域鱼类。体长11cm左右，为普通习见食用鱼类。分布于中国南海;日本，印度洋非洲东岸、红海。